# Sportmászás a nyári olimpiai játékokon
A sportmászás a nyári olimpiai játékokon a 2020-as tokiói olimpia óta szerepel.
Férfiaknál és nőknél is két kategóriában osztanak érmeket. Az egyik a kombinált versenyszám, amely során ügyességi mászásban (boulder) négy pályán kell teljesíteniük a versenyzőknek, és egy fordulóban nehézségi mászásban (lead) is helyt kell állniuk. A másik kategória a gyorsasági mászás, amely során a legrövidebb idő alatt kell egy 15 méter magas fal tetejét elérni.

## Története
A Nemzetközi Sportmászó Szövetség 2015-ben javasolta a 2020-as tokiói olimpia szervezőbizottságának a sportág olimpiai felvételét. 2016-ban a Nemzetközi Olimpiai Bizottság végrehajtó bizottsága támogatta a javaslatot, amelyben a sportmászás mellett a karate, gördeszkázás, hullámlovaglás és a baseball felvételét indítványozták a 2020-as olimpiára. A NOB végül 2016 augusztusi kongresszusán fogadta el a javaslatot.
A tokiói olimpián a sportág három szakágát, a gyorsasági, az ügyességi (boulder) és a nehézségi (lead) mászást egyesítve kombinált versenyszámban rendeztek versenyt a férfiaknál és a nőknél is. Ezt a formátumot többen kritizálták, mivel főleg a gyorsasági szakág teljesen más képességeket igényel, mint a másik kettő. A Nemzetközi Sportmászó Szövetség azzal indokolta a kombinált olimpiai szám létjogosultságát, hogy a NOB-tól csak egy érmes eseményre kaptak lehetőséget nemenként és a gyorsasági számot nem akarták kihagyni a műsorból semmiképpen. A versenyszám az előzetes kritikák ellenére pozitív visszajelzéseket kapott és a következő, 2024-es párizsi olimpiára két érmes versenyre kapott lehetőséget a sportág, így a gyorsasági szakág versenyét külön tudták megrendezni. A 2028-as Los Angeles-i olimpián mindhárom szakág külön érmes versenyt kap.

## Éremtáblázat
Az alábbi táblázat tartalmazza a sportmászásban nyert olimpiai érmeket országonként 2024-ig bezárólag.
| A nyári olimpiai játékok éremtáblázata sportmászásban | A nyári olimpiai játékok éremtáblázata sportmászásban | A nyári olimpiai játékok éremtáblázata sportmászásban | A nyári olimpiai játékok éremtáblázata sportmászásban | A nyári olimpiai játékok éremtáblázata sportmászásban | Olimpia  |
| ----------------------------------------------------- | ----------------------------------------------------- | ----------------------------------------------------- | ----------------------------------------------------- | ----------------------------------------------------- | -------- |
|                                                       | Ország                                                | Arany                                                 | Ezüst                                                 | Bronz                                                 | Összesen |
| 1.                                                    | Szlovénia (SLO)                                       | 2                                                     | 0                                                     | 0                                                     | 2        |
| 2.                                                    | Lengyelország (POL)                                   | 1                                                     | 0                                                     | 1                                                     | 2        |
| 3.                                                    | Nagy-Britannia (GBR)                                  | 1                                                     | 0                                                     | 0                                                     | 0        |
| 3.                                                    | Indonézia (INA)                                       | 1                                                     | 0                                                     | 0                                                     | 1        |
| 3.                                                    | Spanyolország (ESP)                                   | 1                                                     | 0                                                     | 0                                                     | 1        |
|                                                       |                                                       |                                                       |                                                       |                                                       |          |
| 6.                                                    | Japán (JPN)                                           | 0                                                     | 2                                                     | 1                                                     | 3        |
| 6.                                                    | Egyesült Államok (USA)                                | 0                                                     | 2                                                     | 1                                                     | 3        |
| 8.                                                    | Kína (CHN)                                            | 0                                                     | 2                                                     | 0                                                     | 2        |
|                                                       |                                                       |                                                       |                                                       |                                                       |          |
| 9.                                                    | Ausztria (AUT)                                        | 0                                                     | 0                                                     | 3                                                     | 3        |
|                                                       |                                                       |                                                       |                                                       |                                                       |          |
| Összesen                                              | Összesen                                              | 6                                                     | 6                                                     | 6                                                     | 18       |